# Directiva de Aves

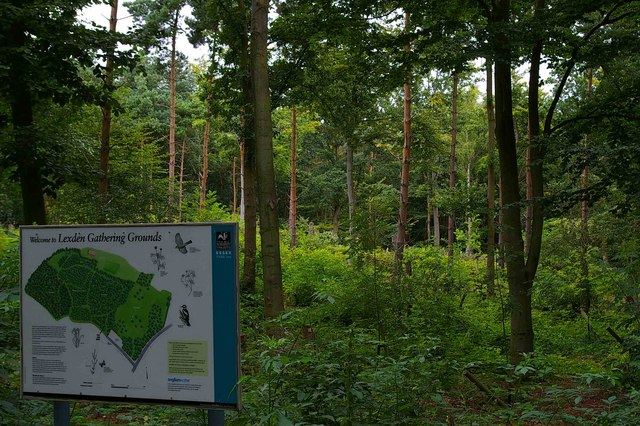
Área protegida correspondiente a la reserva de Wildlife Trust en Essex.

La Directiva de Aves (más formalmente conocida como la Directiva 2009/147/CE del Parlamento Europeo y del Consejo de 30 de noviembre de 2009 relativa a la conservación de las aves silvestres) es una directiva de la Unión Europea adoptada en el año 2009. Reemplaza a la Directiva 79/409/CEE del Consejo, de 2 de abril de 1979, relativa a la conservación de las aves silvestres, modificada en varias ocasiones y de forma sustancial, por lo que, en aras de la claridad, se consideró conveniente proceder a la codificación de dicha Directiva en el año 2009. Es una de las dos directivas de la Unión Europea en relación con la vida silvestre y la conservación de la naturaleza, siendo la otra la llamada Directiva de Hábitats.
Su propósito es proteger todas las aves silvestres europeas y los hábitats de una serie de especies, en particular a través de la designación de zonas de especial protección (ZEPA).
La directiva llevó al establecimiento de una red de ZEPA, que junto a las ya existentes Zona de Especial Conservación (ZEC) forman una red de lugares protegidos por toda la Unión Europea llamada Natura 2000.